# کوداژاس
کوداژاس  یک شهرداری است که در ایالت آمازوناس (برزیل) ، برزیل واقع شده است.

جشن های مذهبی :
- سنت سباستین (از ۱۱-۲۰ ژانویه)
- سنت جوزف (از ۱۰-۱۹ مارس)
- سنت فرانسیسکو (۲۴ سپتامبر - ۴ اکتبر)
- سانتا لوزیا (از ۴-۱۳ دسامبر)